# Codex Seidelianus II
De Codex Seidelianus II (Gregory-Aland no. He of 013) is een van de Bijbelse handschriften. Het dateert uit de 9e eeuw (of 10e eeuw), en is geschreven met hoofdletters (uncialen) op perkament.

## Beschrijving
De gehele Codex Seidelianus II bestaat uit 194 bladen (22 x 18 cm).
De Codex bevat de tekst van de vier Evangeliën met lacunes (Matteüs 1:1-15:30; 25:33-26:3; Marcus 1:32-2:4; 15:44-16:14; Lucas 5:18-32; 6:8-22; 10:2-19; Johannes 9:30-10:25; 18:2-18; 20:12-25).
De codex bevat κεφάλαια (hoofdstukken) en τίτλοι (hoofdstuktitels). De sectienummers van Ammonius staan erin aangegeven (maar een afschrift van de Canons van Eusebius staat er niet in). Bovendien staan er aspiratietekens en accenten in, maar deze zijn niet nauwkeurig gezet.
De Codex Seidelianus I representeert de Byzantijnse tekst, Kurt Aland plaatste de codex in Categorie V.
Het handschrift bevindt zich in de Universiteitsbibliotheek van de Universiteit Hamburg (Cod. 91), en in Cambridge in (Trinity College B XVII.20.21).